# Christina Rocha
Maria Christina Lima Corrêa da Rocha (Rio de Janeiro, 7 de junho de 1957) é uma apresentadora de televisão e jornalista brasileira. Uma das apresentadoras mais conhecidas do Brasil, tendo apresentado os programas populares Aqui Agora e Casos de Família.
Entre maio de 2009 e março de 2023, foi apresentadora da 2ª fase do programa Casos de Família, após a saída de Regina Volpato da emissora, e entre 18 de março e 5 de abril de 2024, comandou o telejornal Tá na Hora, ambos no SBT.
Após se afastar do SBT por um curto período devido a divergências contratuais, retornou em 2025 e se mantém como apresentadora do Casos de Família, onde permanece desde 2009.

## Carreira
Formada em jornalismo pela Faculdades Integradas Hélio Alonso, Christina tornou-se conhecida como apresentadora do programa O Povo na TV, na antiga TVS, hoje SBT, em 1982. Era um programa de entrevistas sobre temas polêmicos e escandalosos. Também exibia fofocas do meio artístico e quadros de defesa do consumidor. Nesses mesmos tempos, participou de diversos filmes da sequência dos trapalhões. Reportagens mostravam as queixas de consumidores mal atendidos, que eram colocados frente a frente com fornecedores de serviços e produtos. A conversa muitas vezes descambava para brigas físicas. Alcançou altos índices de audiência e chegou a ameaçar a Rede Globo no horário.[carece de fontes?] Figurava também como apresentadores Wilton Franco, Wagner Montes, Sérgio Mallandro e Roberto Jefferson.
A jornalista apresentaria ainda na mesma rede de televisão os programas O Preço Certo e Musicamp, ao lado de Wagner Montes. Foi repórter do Viva a Noite e apresentou os programas Show da Tarde, Sessão Premiada, Programa Flávio Cavalcanti, TV Pow e foi jurada do Show de Calouros. Em 1991 apresentou o Aqui Agora, junto com outros jornalistas, até 1996. Em 1997, teve também no SBT um game show chamado Alô, Christina, que ficou no ar até 1998. Apresentou ainda o Programa Livre, às quintas-feiras, entre 16 de setembro e 30 de dezembro de 1999, integrando um rodízio de cinco apresentadores em virtude da saída de Serginho Groisman do SBT para a Rede Globo. Christina integrou o rodízio juntamente com Ney Gonçalves Dias, Márcia Goldschmidt, Lu Barsoti e Otávio Mesquita.
Entre 8 de janeiro e 10 de junho de 2000, Christina apresentou o programa Fantasia, juntamente com Celso Portiolli e outros três apresentadores, que assim como ela, também vieram do Programa Livre: Lu Barsoti, Márcia Goldschmidt e Otávio Mesquita. Em maio de 2001 a jornalista começou a apresentar, junto com Clodovil Hernandes, o Mulheres, no qual ficou até março de 2002, quando cedeu o lugar para Catia Fonseca, na TV Gazeta. A parceria entre os dois durou apenas alguns meses em virtude de desentendimentos entre os apresentadores. Já entre 2003–2004 apresentou na Rádio Record uma nova versão do programa Alô, Christina e o Comando Record. Em 2006 tornou-se jurada do programa O Melhor do Brasil, com Márcio Garcia, na Rede Record. Já em 2007 apresentou o programa Onde Está Você, na Rede Bandeirantes. Em 2008, a jornalista retorna ao SBT, onde apresenta a segunda temporada do Aqui Agora, junto com outros jornalistas. Entretanto, a nova versão do programa dura pouco tempo e Christina volta a ficar fora da TV.
Alguns meses depois, já em 2009, foi escolhida como a nova apresentadora do Casos de Família, substituindo Regina Volpato, que não renovou com a emissora por não concordar com as mudanças propostas pela emissora para o programa. Este novo formato adquirido pelo SBT pertence a uma produtora da Venezuela. Ainda em 2009 fez uma participação na telenovela Vende-se um Véu de Noiva, como Eva, e em 2011 participou do especial 30 Anos de Chaves, como Dona Clotilde. Christina Rocha foi ainda atriz em filmes dos Trapalhões.
Em abril de 2023 se torna apresentadora e criadora do podcast Christina Podtudo no YouTube, no qual atualmente se encontra inativo.
Em 18 de março de 2024, Christina assumiu o comando do Tá na Hora, ao lado de Marcão do Povo. Rocha apresentou o telejornal até 5 de abril, sendo substituída na semana seguinte por Márcia Dantas. Em maio do mesmo ano, Christina teria o seu contrato com o SBT rescindido após dezesseis anos de seu retorno, encerrando a sua segunda passagem na emissora.
Em janeiro de 2025 participou como convidada do #BigDay do Big Brother Brasil 25, levando especulações sobre a sua possível ida à TV Globo. No entanto, a apresentadora apenas disse que foi convocada pela emissora carioca a participar da ação, fechando no dia 19 com o Kwai para apresentar o Arrocha Christina. Em maio acertou o seu retorno ao SBT, um ano após a sua demissão, iniciando a sua terceira passagem no canal no relançamento do Casos de Família.

## Filmografia

### Televisão
| Ano                    | Títulos                  | Função        | Emissora    |
| ---------------------- | ------------------------ | ------------- | ----------- |
| 1981–84                | O Povo na TV             | Apresentadora | SBT         |
| 1984–86                | O Preço Certo            | Apresentadora | SBT         |
| 1984–85                | Show da Tarde            | Repórter      | SBT         |
| 1986–88                | Musicamp                 | Apresentadora | SBT         |
| 1986–90                | Viva a Noite             | Repórter      | SBT         |
| 1987                   | TV Powww!                | Apresentadora | SBT         |
| 1988–90                | Show de Calouros         | Jurada        | SBT         |
| 1991–96                | Aqui Agora               | Apresentadora | SBT         |
| 1997–98                | Alô, Christina           | Apresentadora | SBT         |
| 1999                   | Programa Livre           | Apresentadora | SBT         |
| 2000                   | Fantasia                 | Apresentadora | SBT         |
| 2001–02                | Mulheres                 | Apresentadora | TV Gazeta   |
| 2005–06                | O Melhor do Brasil       | Jurada        | Rede Record |
| 2007–08                | Onde Está Você           | Apresentadora | Band        |
| 2008                   | Aqui Agora               | Apresentadora | SBT         |
| 2009–23; 2025–presente | Casos de Família         | Apresentadora | SBT         |
| 2011                   | Programa Eliana          | Apresentadora | SBT         |
| 2013                   | Quem Convence Ganha Mais | Apresentadora | SBT         |
| 2024                   | Tá na Hora               | Apresentadora | SBT         |
| 2024                   | Divina Cristina          | Ela mesma     | +SBT        |
| 2025                   | Big Brother Brasil 25    | Convidada     | TV Globo    |
| 2025                   | Lady Night               | Convidada     | Multishow   |
| 2025                   | Arrocha Christina        | Apresentadora | Kwai        |

### Cinema
| Ano  | Título                               | Personagem     | Diretor        |
| ---- | ------------------------------------ | -------------- | -------------- |
| 1978 | Os Trapalhões na Guerra dos Planetas | Princesa Myrna | Adriano Stuart |
| 1979 | O Cinderelo Trapalhão                | Sara           | Adriano Stuart |